# Petrit Zhubi
Petrit Zhubi (6 maggio 1988) è un calciatore e giocatore di calcio a 5 svedese, centrocampista del KF Velebit.

## Biografia
Di origine kosovara, ha un fratello maggiore di nome Mentor, giocatore di calcio a 5 della nazionale svedese.

## Carriera

### Club
Zhubi ha cominciato la carriera con la maglia dell'Oddevold, per poi passare in prestito al Ljungskile nel 2007. Tornato poi all'Oddevold, vi è rimasto finché non è stato ingaggiato dal Trollhättan nel 2010.
Dopo un biennio al Trollhättan, si è trasferito all'Åtvidaberg nel 2012. Ha esordito nell'Allsvenskan in data 21 aprile, subentrando ad Alain Junior Ollé Ollé nella sconfitta casalinga per 1-2 contro l'Helsingborg. Il 12 maggio ha realizzato la prima rete nella massima divisione svedese, nel pareggio per 1-1 contro il Djurgården.
Il 15 novembre 2013, è passato ufficialmente al GAIS: il trasferimento si sarebbe concretizzato alla riapertura del calciomercato locale, nel gennaio 2014. L'11 agosto 2015 ha rescisso il contratto che lo legava al club.
Il 12 agosto 2015 è stato ingaggiato ufficialmente dai norvegesi del Nest-Sotra, legandosi al nuovo club con un contratto valido fino al termine della stagione. L'8 marzo 2016, libero da vincoli contrattuali, si è accordato con il Lysekloster, compagine norvegese militante in 2. divisjon, terzo livello del campionato locale.
Il 17 marzo 2017 si è accordato ufficialmente con l'IFK Uddevalla, club militante nella quarta serie svedese. L'11 agosto successivo Zhubi ha fatto ufficialmente ritorno all'Oddevold, in Division 1, rimanendovi fino al termine della stagione 2018.
Nel marzo 2019 ha firmato con il Västra Frölunda, nella quinta serie nazionale, conquistando la promozione a fine anno È rimasto anche per la stagione 2020, quindi è tornato in quinta serie accordandosi con il KF Velebit, piccola squadra di Göteborg fondata da immigrati croati.